# Мемориал Эштон
Мемориал Эштон  (англ. Ashton Memorial) — монументальная постройка в Ланкастере, Англия, которую промышленник-миллионер лорд Эштон воздвиг в память о своей второй жене, Джесси Эштон.

## Предыстория

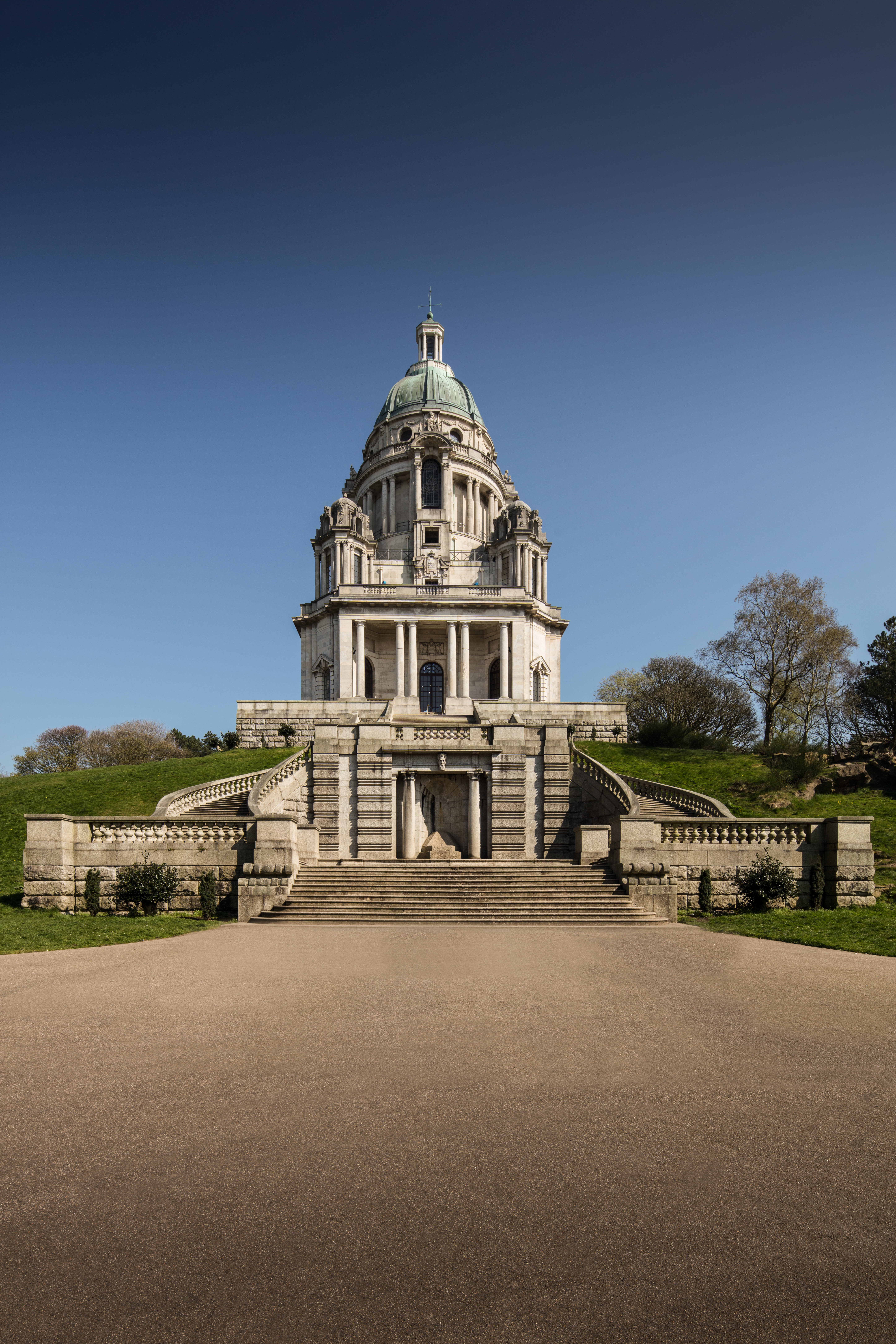
Общий вид на мемориал

Джеймс Уильямсон, 1-й барон Эштон, (англ.; 1842—1930), сын мэра Ланкастера и производителя тканей, ещё больше преумножил состояние семьи производством клеёнки и линолеума и в 1895 году получил от короны баронский титул (современники подозревали, что титул он просто купил; и хотя премьер-министр лорд Розбери настаивал на обратном, Эштон был осмеян в родном Ланкастере и ушёл из общественной жизни).
Лорд Эштон был женат три раза. Его второй женой была Джесси Генриэтта Хульм (урожденная Стюарт), вдова некоего Хульма. Детей в этом браке не было (в отличие от первого), но лорд Эштон страстно любил жену. Они прожили в браке почти четверть века: с 1880 по 1904 год, и после её смерти лорд Эштон задумал воздвигнуть ей величественный памятник.

## История и описание
Мемориал Эштон строился с 1907 по 1909 год, и обошёлся в 87 000 фунтов стерлингов (что примерно эквивалентно 10,5 миллионам фунтов стерлингов в 2023 году). Он представляет собой здание церковного типа высотой 150 футов (50 м) на высоком холме в окрестностях Ланкастера. Здание доминирует в пейзаже города Ланкастера и окрестностей, в ясную погоду его видно с расстояния в несколько миль, как с суши, так и с моря. Жители Ланкастера вскоре прозвали его «Тадж-Махалом Севера».
Архитектура здания вызывает ассоциации с постройками сэра Кристофера Рена, однако, его внутренняя конструкция более современна: мемориал имеет стальной несущий каркас и только облицован портлендским камнем. К зданию ведёт лестница со ступенями из корнуолльского гранита. Купол облицован листами меди и обрамлён четырьмя скульптурами, олицетворяющими Торговлю, Науку, Промышленность и Искусство. Полы внутри здания выполнены из мрамора.
На сегодняшний день мемориал используется как выставочное пространство, а также для проведения свадеб и банкетов.

## Галерея

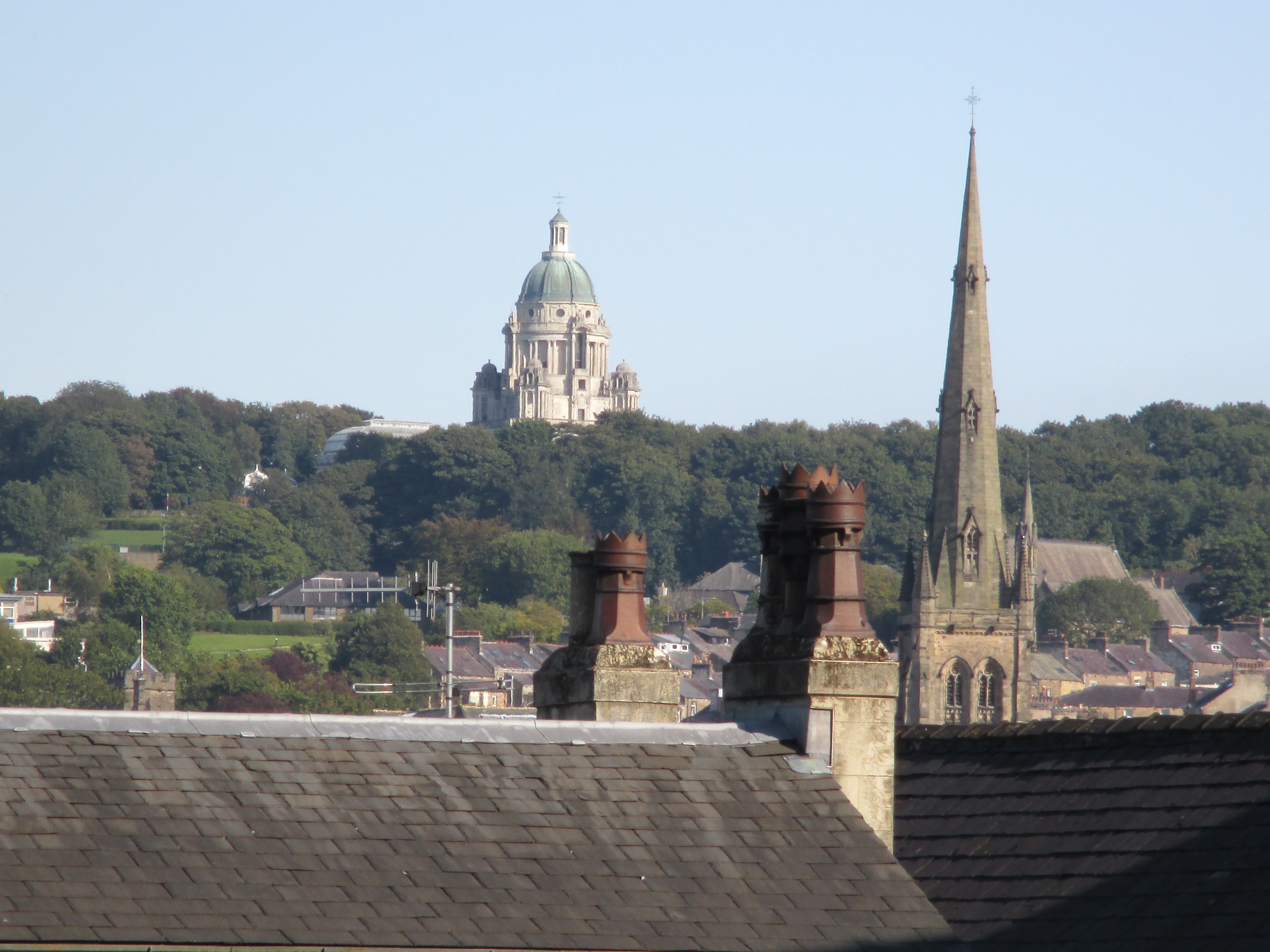
Вид на мемориал из центра Ланкастера
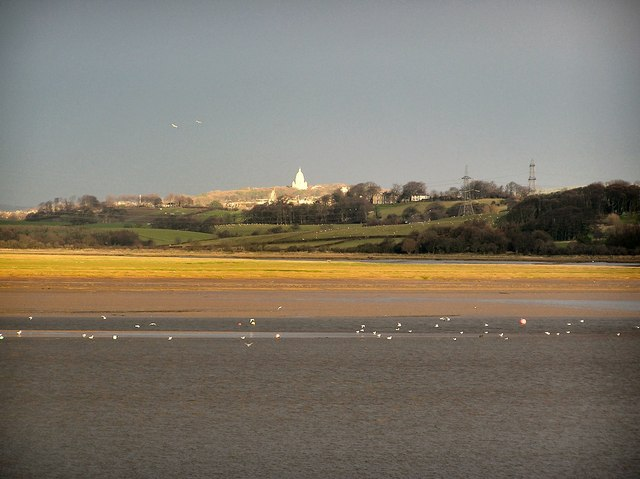
Вид на мемориал со стороны залива
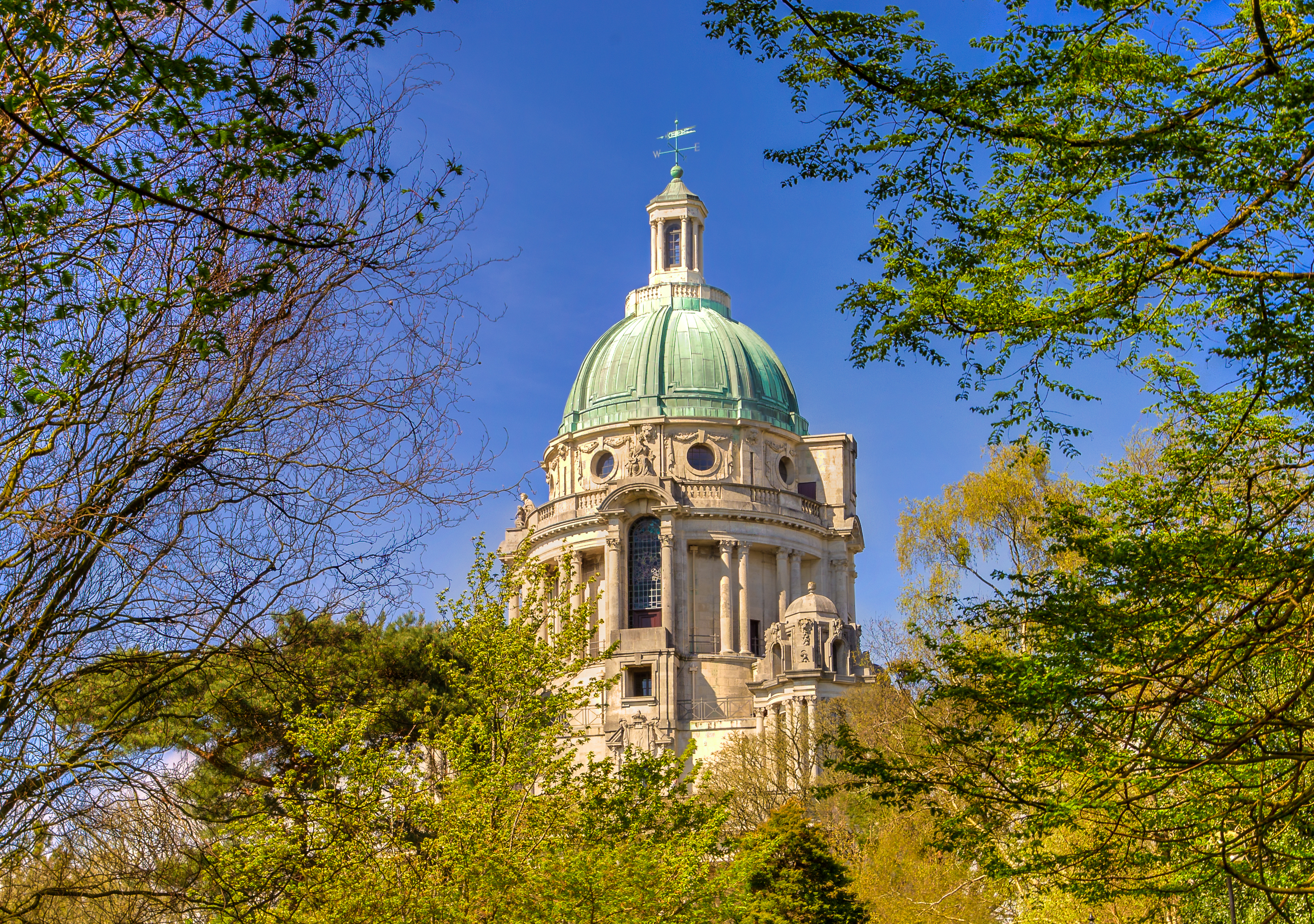
Купол здания
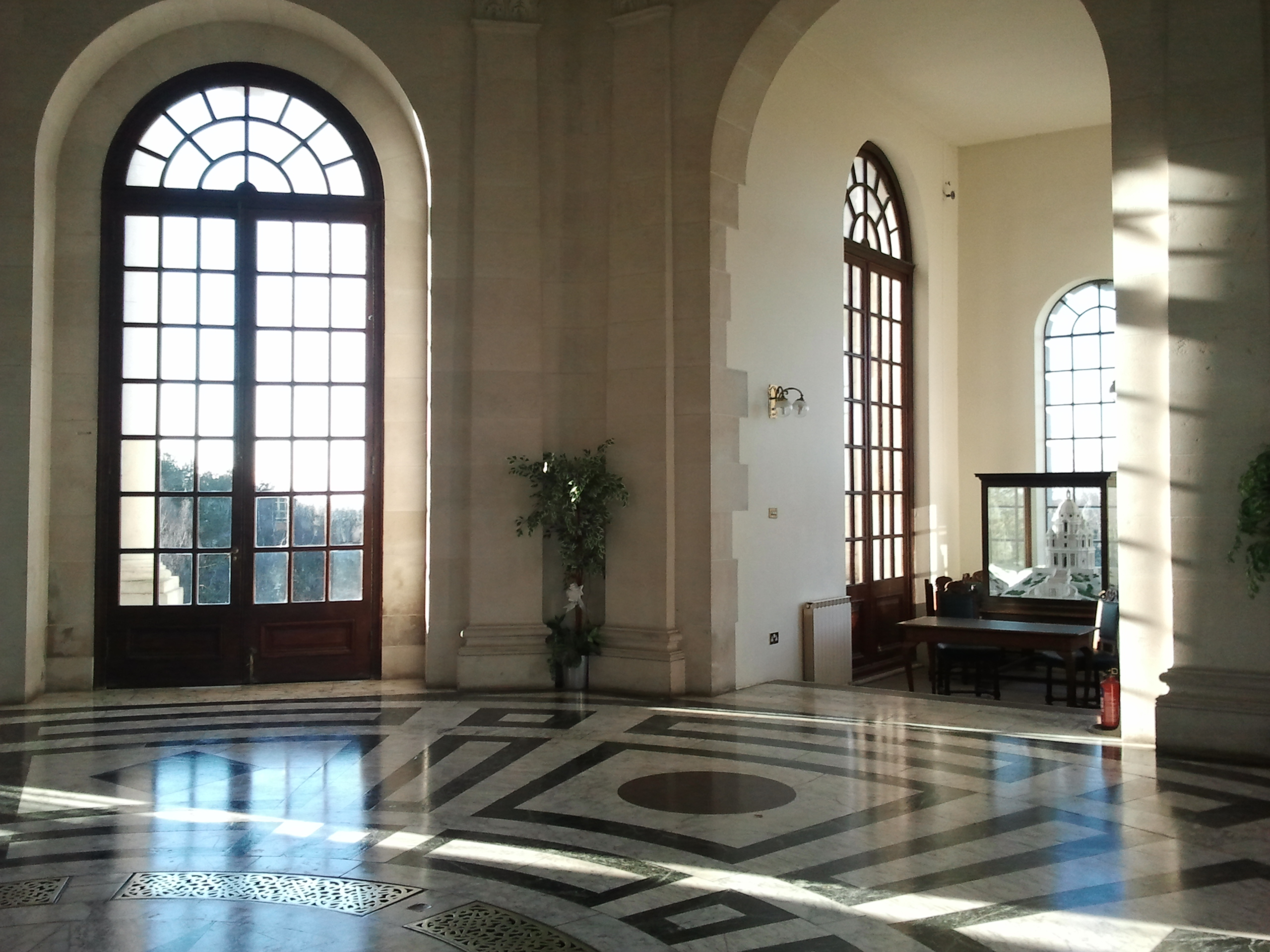
Интерьер здания